# رولاند مارتن (نحات)
رولاند مارتن (بالألمانية: Roland Martin)‏ (و. 1927  م) هو نحات ألماني، ولد في توتلينغن.